# Jules Bapst
Pour les articles homonymes, voir Bapst.
Jules-Auguste Bapst, né à Paris le 20 mai 1830 et mort dans cette même ville le 28 décembre 1899, est un joaillier et directeur de journal français du XIXe siècle.

## Biographie

### Membre d'une dynastie de joailliers parisiens
Jules est le fils de Charles-Eberhard Bapst (v.1799-1872) et de Thérèse-Antoinette-Élisa (v.1811-1889), fille d'Alexandre-Louis-Camille Asseline, secrétaire-trésorier de la garde-robe du Roi. Arrière-petit-neveu du célèbre Georges-Frédéric Strass (inventeur du strass), petit-fils de Paul-Nicolas Menière et héritier d'une dynastie de joailliers de la Couronne, Charles dirige la maison Bapst en association avec son frère Paul-Constant (v.1797-1853) jusqu'en 1849. L'année suivante, il s'associe au fils de Constant, Paul-Alfred (1823-1879), et transfère l'établissement du quai de l’École à la rue Basse-du-Rempart. Grâce à Alfred, la maison « Bapst et neveu » (déplacée rue de Choiseul en 1861) retrouve son prestige passé en travaillant pour l'impératrice Eugénie sous le Second Empire. Jules tient quant à lui une bijouterie dans la rue Neuve-des-Capucines à partir de 1857.
Entre la mort de Charles, le 23 janvier 1872, et celle d'Alfred, en 1879, Jules est associé à son frère cadet Paul-Marie (1832-1913) et à son cousin. En 1880, la maison est reprise par Lucien Falize et Germain Bapst, fils d'Alfred, qui l'installent rue d'Antin, tandis que Jules, associé à son frère Paul et à son fils Charles-Armand (1857-1930), fonde une nouvelle maison sous la raison sociale « J. et P. Bapst et fils » au no 25 de la rue du Faubourg-Saint-Honoré.

### Directeur duJournal des débats

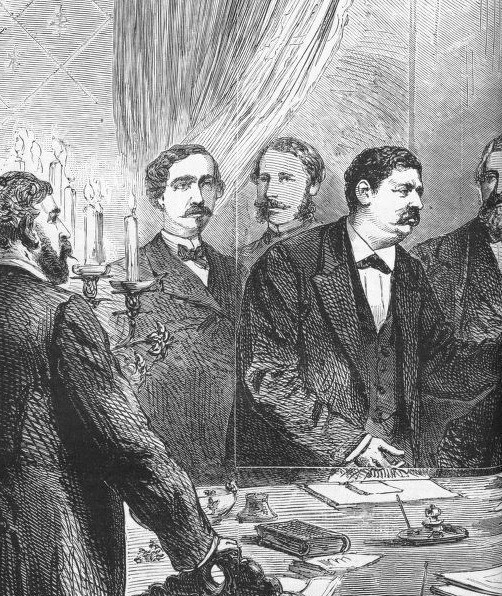
Jules Bapst (Journal des débats), entre Eugène Veuillot (L'Univers) et Hippolyte de Villemessant (Le Figaro) lors d'une réunion de l'Union parisienne de la presse (1871).

Le 1er mars 1854, Jules Bapst épouse Marie-Louise-Sophie Bertin (1836-1893), fille aînée d'Armand Bertin, directeur du Journal des débats de 1841 à 1854. Jules devient administrateur de ce grand journal libéral avant d'en assurer à son tour la direction, aux côtés de Léon Say (également gendre d'Armand Bertin), entre septembre 1871 et décembre 1883.
Issu d'une famille de sensibilité orléaniste, membre de l'Union parisienne de la presse qui a fédéré les libéraux et les conservateurs modérés à l'occasion des élections municipales de juillet 1871, Bapst dirige les Débats à une époque charnière qui voit les héritiers du « Juste milieu » se séparer entre les thuriféraires d'une nouvelle monarchie constitutionnelle (comme Saint-Marc Girardin, figure du centre droit, qui quitte le journal en 1872) et les partisans du centre gauche (tels Say ou Lemoinne, l'auteur de l'article ayant provoqué le départ de Girardin) ralliés, dans le sillage de Thiers, à l'idée d'une république modérée. Les Débats deviennent alors l'organe de presse de cette dernière tendance politique.
En 1876, quelques mois après le vote des lois constitutionnelles qui ont officiellement instauré la Troisième République, Jules Bapst est nommé chevalier de la Légion d'honneur le 14 août 1876 pour son rôle de directeur et pour des « services exceptionnels » rendus en 1870-71.
En janvier 1884, il cède la direction du journal à son gendre, l'ancien préfet Georges Patinot, afin de pouvoir se consacrer pleinement à son entreprise de joaillerie.
Il meurt d'une congestion pulmonaire en son domicile du no 27 de la rue du Faubourg-Saint-Honoré, à l'âge de 69 ans. Après des obsèques célébrées en l'église de la Madeleine, il est inhumé le 30 décembre 1899 au cimetière du Père-Lachaise (10e division),.
Il est l'arrière-grand-père des résistants Jacques et Jean-Pierre Renouard.